# Brachystoma flavella
Brachystoma flavella är en tvåvingeart som beskrevs av Wagner och Andersen 1995. Brachystoma flavella ingår i släktet Brachystoma och familjen Brachystomatidae.
Artens utbredningsområde är Tanzania. Inga underarter finns listade i Catalogue of Life.